# 中央人民政府商业部
中华人民共和国中央人民政府商业部是根据1949年9月27日中国人民政治协商会议第一届全体会议通过的《中华人民共和国中央人民政府组织法》第二十二条的规定，于1952年8月7日设置的一个部门。1952年8月，为了加强商业工作和使国内贸易与对外贸易更好地为即将开始的第一个五年计划经济建设服务，中央人民政府委员会第十七次会议决定，撤销中央人民政府贸易部，分别成立中央人民政府对外贸易部和中央人民政府商业部。

## 职责权限
按照相关规定，中央人民政府商业部在政务院财政经济委员会的指导下展开工作。

## 历史
随着建国后国内外贸易的逐步发展，1952年8月7日，为了加强商业工作和使国内贸易与对外贸易更好地为即将开始的第一个五年计划经济建设服务，中央人民政府委员会第十七次会议决定，撤销中央人民政府贸易部，分别成立中央人民政府对外贸易部和中央人民政府商业部。8月10日中央人民政府公布的《中央人民政府委员会关于调整中央人民政府机构的决议》的第二项，成立中央人民政府对外贸易部和中央人民政府商业部，于1952年9月3日正式撤销中央人民政府贸易部。

## 领导人
部长
1. 曾山（1952年8月—1954年9月）

副部长
- 姚依林（原中央人民政府贸易部副部长）
- 沙千里
- 王兴让（原东北人民政府贸易部部长）
- 王磊（原西南军政委员会贸易部部长，1953年1月）
- 吴雪之（原华东军政委员会贸易部部长，1953年1月）

## 外部連結
- （简体中文） 中华人民共和国商务部官方网站商务部机构沿革（页面存档备份，存于）